# Відачів
Відачів (пол. Widaczów) — село в Польщі, у гміні Яворник-Польський Переворського повіту Підкарпатського воєводства, над річкою Млєчкою.
Населення — 223 особи (2011).

## Історія
Після анексії у 1434 році Галичини поляками місцеве українське населення лівобережного Надсяння півтисячоліття піддавалось інтенсивній латинізації та полонізації.
У 1892 році в селі було 46 будинків і мешкало 265 осіб, з них 179 римо-католиків, 82 греко-католики і 4 юдеї.
На 1 січня 1939 року в селі мешкало 590 осіб, з них 90 польськомовних українців, 475 поляків та 25 євреїв. Село входило до ґміни Монастир Переворського повіту Львівського воєводства. Українці-грекокатолики належали до парафії Тарнавка Лежайського деканату Перемишльської єпархії.
У 1975—1998 роках село належало до Перемишльського воєводства.

## Демографія
Демографічна структура станом на 31 березня 2011 року:
|          | Загалом | Допрацездатний вік | Працездатний вік | Постпрацездатний вік |
| -------- | ------- | ------------------ | ---------------- | -------------------- |
| Чоловіки | 115     | 25                 | 76               | 14                   |
| Жінки    | 108     | 16                 | 65               | 27                   |
| Разом    | 223     | 41                 | 141              | 41                   |